# Mats Jonsson
Mats Jonsson (Edsvalla, 28 novembre 1957) è un ex pilota di rally svedese, vincitore in carriera di due prove del campionato del mondo rally.

## Biografia
Ha partecipato a prove del campionato del mondo rally dal 1979 al 2007, cioè in un arco di tempo di ben 28 anni.

## Palmarès

### Vittorie nel mondiale rally
| # | Anno | Rally           | Copilota     | Vettura                     |
| - | ---- | --------------- | ------------ | --------------------------- |
| 1 | 1992 | Rally di Svezia | Lars Bäckman | Toyota Celica GT-Four ST165 |
| 2 | 1993 | Rally di Svezia | Lars Bäckman | Toyota Celica GT-Four ST185 |

## Risultati nel mondiale rally

### WRC
| 1979 | Scuderia | Vettura   |  |    |  |  |  |  |    |  |  |  |  |  |  |  |  |  | Punti | Pos. |
| ---- | -------- | --------- |  | -- |  |  |  |  | -- |  |  |  |  |  |  |  |  |  | ----- | ---- |
| 1979 |          | Volvo 142 |  | 16 |  |  |  |  | 25 |  |  |  |  |  |  |  |  |  | 0     |      |

| 1980 | Scuderia | Vettura   |  |    |  |  |  |  |  |  |  |  |  |  |  |  |  |  | Punti | Pos. |
| ---- | -------- | --------- |  | -- |  |  |  |  |  |  |  |  |  |  |  |  |  |  | ----- | ---- |
| 1980 |          | Volvo 142 |  | 22 |  |  |  |  |  |  |  |  |  |  |  |  |  |  | 0     |      |

| 1981 | Scuderia | Vettura   |  |    |  |  |  |  |  |  |  |  |  |    |  |  |  |  | Punti | Pos. |
| ---- | -------- | --------- |  | -- |  |  |  |  |  |  |  |  |  | -- |  |  |  |  | ----- | ---- |
| 1981 |          | Volvo 142 |  | 12 |  |  |  |  |  |  |  |  |  | 16 |  |  |  |  | 0     |      |

| 1982 | Scuderia | Vettura                     |  |    |  |  |  |  |  |  |  |  |  |    |  |  |  |  | Punti | Pos. |
| ---- | -------- | --------------------------- |  | -- |  |  |  |  |  |  |  |  |  | -- |  |  |  |  | ----- | ---- |
| 1982 |          | Opel Ascona e Opel Ascona B |  | 12 |  |  |  |  |  |  |  |  |  | 16 |  |  |  |  | 0     |      |

| 1983 | Scuderia | Vettura       |  |    |  |  |  |  |  |  |     |  |  |    |  |  |  |  | Punti | Pos. |
| ---- | -------- | ------------- |  | -- |  |  |  |  |  |  | --- |  |  | -- |  |  |  |  | ----- | ---- |
| 1983 |          | Opel Ascona B |  | 13 |  |  |  |  |  |  | Rit |  |  | 10 |  |  |  |  | 0     |      |

| 1984 | Scuderia         | Vettura         |  |   |  |  |  |  |  |  |  |  |  |     |  |  |  |  | Punti | Pos. |
| ---- | ---------------- | --------------- |  | - |  |  |  |  |  |  |  |  |  | --- |  |  |  |  | ----- | ---- |
| 1984 | Opel Team Sweden | Opel Ascona 400 |  | 4 |  |  |  |  |  |  |  |  |  | Rit |  |  |  |  | 10    | 19º  |

| 1985 | Scuderia         | Vettura                         |  |   |  |  |  |  |  |  |  |  |  |    |  |  |  |  | Punti | Pos. |
| ---- | ---------------- | ------------------------------- |  | - |  |  |  |  |  |  |  |  |  | -- |  |  |  |  | ----- | ---- |
| 1985 | Opel Team Sweden | Opel Ascona 400 e Opel Ascona B |  | 9 |  |  |  |  |  |  |  |  |  | 13 |  |  |  |  | 2     | 60º  |

| 1986 | Scuderia                                                       | Vettura                         |  |    |  |  |  |  |  |  |  |  |  |    |  |  |  |  | Punti | Pos. |
| ---- | -------------------------------------------------------------- | ------------------------------- |  | -- |  |  |  |  |  |  |  |  |  | -- |  |  |  |  | ----- | ---- |
| 1986 | Opel Team Sweden Autoservice e Team Autoservice / Colway Tyres | Opel Kadett GSI e Opel Ascona B |  | 12 |  |  |  |  |  |  |  |  |  | 13 |  |  |  |  | 0     |      |

| 1987 | Scuderia      | Vettura         |  |    |  |  |  |  |  |  |  |     |  |  |   |  |  |  | Punti | Pos. |
| ---- | ------------- | --------------- |  | -- |  |  |  |  |  |  |  | --- |  |  | - |  |  |  | ----- | ---- |
| 1987 | GM Euro Sport | Opel Kadett GSI |  | 13 |  |  |  |  |  |  |  | Rit |  |  | 7 |  |  |  | 4     | 46º  |

| 1988 | Scuderia      | Vettura         |  |     |  |  |  |  |  |  |  |    |  |  |   |  |  |  | Punti | Pos. |
| ---- | ------------- | --------------- |  | --- |  |  |  |  |  |  |  | -- |  |  | - |  |  |  | ----- | ---- |
| 1988 | GM Euro Sport | Opel Kadett GSI |  | Rit |  |  |  |  |  |  |  | 10 |  |  | 9 |  |  |  | 3     | 70º  |

| 1989 | Scuderia      | Vettura                               |  |    |  |  |  |  |   |  |     |  |  |  |    |  |  |  | Punti | Pos. |
| ---- | ------------- | ------------------------------------- |  | -- |  |  |  |  | - |  | --- |  |  |  | -- |  |  |  | ----- | ---- |
| 1989 | GM Euro Sport | Opel Kadett GSI 16V e Opel Kadett GSI |  | 12 |  |  |  |  | 4 |  | Rit |  |  |  | 13 |  |  |  | 10    | 29º  |

| 1990 | Scuderia           | Vettura                    |  |  |  |  |  |  |  |  |  |  |  |   |  |  |  |  | Punti | Pos. |
| ---- | ------------------ | -------------------------- |  |  |  |  |  |  |  |  |  |  |  | - |  |  |  |  | ----- | ---- |
| 1990 | Toyota Team Sweden | Toyota Celica GT-4 (ST165) |  |  |  |  |  |  |  |  |  |  |  | 4 |  |  |  |  | 10    | 20º  |

| 1991 | Scuderia                                | Vettura                    |  |   |  |  |  |  |  |  |   |  |  |  |  |  |  |  | Punti | Pos. |
| ---- | --------------------------------------- | -------------------------- |  | - |  |  |  |  |  |  | - |  |  |  |  |  |  |  | ----- | ---- |
| 1991 | Toyota Team Europe e Toyota Team Sweden | Toyota Celica GT-4 (ST165) |  | 2 |  |  |  |  |  |  | 6 |  |  |  |  |  |  |  | 21    | 12º  |

| 1992 | Scuderia           | Vettura                    |  |   |  |  |  |  |  |  |  |  |  |  |  |  |  |  | Punti | Pos. |
| ---- | ------------------ | -------------------------- |  | - |  |  |  |  |  |  |  |  |  |  |  |  |  |  | ----- | ---- |
| 1992 | Toyota Team Sweden | Toyota Celica GT-4 (ST165) |  | 1 |  |  |  |  |  |  |  |  |  |  |  |  |  |  | 20    | 15º  |

| 1993 | Scuderia                                 | Vettura                         |  |   |  |  |  |  |  |  |  |  |  |  |   |  |  |  | Punti | Pos. |
| ---- | ---------------------------------------- | ------------------------------- |  | - |  |  |  |  |  |  |  |  |  |  | - |  |  |  | ----- | ---- |
| 1993 | Toyota Castrol Team e Toyota Team Sweden | Toyota Celica Turbo 4WD (ST185) |  | 1 |  |  |  |  |  |  |  |  |  |  | 9 |  |  |  | 22    | 13º  |

| 1995 | Scuderia       | Vettura            |  |     |  |  |  |  |  |  |  |  |  |  |  |  |  |  | Punti | Pos. |
| ---- | -------------- | ------------------ |  | --- |  |  |  |  |  |  |  |  |  |  |  |  |  |  | ----- | ---- |
| 1995 | 555 Subaru WRT | Subaru Impreza 555 |  | Rit |  |  |  |  |  |  |  |  |  |  |  |  |  |  | 0     |      |

| 1996 | Scuderia         | Vettura            |     |  |  |  |  |  |  |  |  |  |  |  |  |  |  |  | Punti | Pos. |
| ---- | ---------------- | ------------------ | --- |  |  |  |  |  |  |  |  |  |  |  |  |  |  |  | ----- | ---- |
| 1996 | Opel Team Sweden | Opel Astra GSi 16V | Rit |  |  |  |  |  |  |  |  |  |  |  |  |  |  |  | 0     |      |

| 1997 | Scuderia | Vettura                 |  |   |  |  |  |  |  |  |  |  |  |  |  |  |  |  | Punti | Pos. |
| ---- | -------- | ----------------------- |  | - |  |  |  |  |  |  |  |  |  |  |  |  |  |  | ----- | ---- |
| 1997 |          | Ford Escort RS Cosworth |  | 9 |  |  |  |  |  |  |  |  |  |  |  |  |  |  | 0     |      |

| 1998 | Scuderia               | Vettura                 |  |    |  |  |  |  |  |  |  |  |  |  |  |  |  |  | Punti | Pos. |
| ---- | ---------------------- | ----------------------- |  | -- |  |  |  |  |  |  |  |  |  |  |  |  |  |  | ----- | ---- |
| 1998 | Bo-Be Plastindustri AB | Ford Escort RS Cosworth |  | 10 |  |  |  |  |  |  |  |  |  |  |  |  |  |  | 0     |      |

| 1999 | Scuderia               | Vettura         |  |     |  |  |  |  |  |  |  |  |  |  |  |  |  |  | Punti | Pos. |
| ---- | ---------------------- | --------------- |  | --- |  |  |  |  |  |  |  |  |  |  |  |  |  |  | ----- | ---- |
| 1999 | Bo-Be Plastindustri AB | Ford Escort WRC |  | Rit |  |  |  |  |  |  |  |  |  |  |  |  |  |  | 0     |      |

| 2000 | Scuderia | Vettura         |  |     |  |  |  |  |  |  |  |  |  |  |  |  |  |  | Punti | Pos. |
| ---- | -------- | --------------- |  | --- |  |  |  |  |  |  |  |  |  |  |  |  |  |  | ----- | ---- |
| 2000 |          | Ford Escort WRC |  | Rit |  |  |  |  |  |  |  |  |  |  |  |  |  |  | 0     |      |

| 2001 | Scuderia | Vettura                  |  |    |  |  |  |  |  |  |  |  |  |  |  |  |  |  | Punti | Pos. |
| ---- | -------- | ------------------------ |  | -- |  |  |  |  |  |  |  |  |  |  |  |  |  |  | ----- | ---- |
| 2001 |          | Mitsubishi Lancer Evo VI |  | 20 |  |  |  |  |  |  |  |  |  |  |  |  |  |  | 0     |      |

| 2007 | Scuderia | Vettura            |  |    |  |  |  |  |  |  |  |  |  |  |  |  |  |  | Punti | Pos. |
| ---- | -------- | ------------------ |  | -- |  |  |  |  |  |  |  |  |  |  |  |  |  |  | ----- | ---- |
| 2007 |          | Ford Focus WRC '01 |  | 24 |  |  |  |  |  |  |  |  |  |  |  |  |  |  | 0     |      |

| Legenda | 1º posto | 2º posto | 3º posto | A punti | Senza punti | Ritirato | Squalificato | NP=Non partito C=Gara cancellata | Apice=Power stage |

### Group N Cup
| 2001 | Scuderia | Vettura                  |  |   |  |  |  |  |  |  |  |  |  |  |  |  |  |  | Punti | Pos. |
| ---- | -------- | ------------------------ |  | - |  |  |  |  |  |  |  |  |  |  |  |  |  |  | ----- | ---- |
| 2001 |          | Mitsubishi Lancer Evo VI |  | 4 |  |  |  |  |  |  |  |  |  |  |  |  |  |  | 3     | 28º  |

| Legenda | 1º posto | 2º posto | 3º posto | A punti | Senza punti | Ritirato | Squalificato | NP=Non partito C=Gara cancellata | Apice=Power stage |